# Luz Elena Baños Rivas
Luz Elena Baños Rivas (Ciudad de México, 2 de septiembre de 1959) es una diplomática mexicana que en 2018 ascendió al rango de Embajadora del Servicio Exterior Mexicano. Desde el 31 de mayo de 2019 es Representante Permanente de México ante la Organización de los Estados Americanos, OEA. 

## Biografía
Es egresada de la licenciatura en Relaciones Internacionales de la Universidad Nacional Autónoma de México. Obtuvo el grado de maestría en International Service por la American University de Washington, D.C. y también es maestra en Defensa y Seguridad Hemisférica por la Universidad del Salvador en Buenos Aires, Argentina mediante el programa compartido con el Colegio Interamericano de Defensa.

## Carrera diplomática
En 1986 empezó a trabajar en la Secretaría de Relaciones Exteriores (SRE) pero fue hasta el 1° de abril de 1994 que ingresó al Servicio Exterior Mexicano. Su primer puesto como miembro del SEM fue como Directora de Área de la Dirección General de Asuntos Culturales. Ha sido Directora de Publicaciones Educativas de la Secretaría de Educación Pública y directora general Adjunta de Cooperación Educativa y Cultural de la Secretaría de Relaciones Exteriores.
En el exterior, ha fungido como encargada de medios de la Embajada de México en Panamá, Agregada Cultural en la Embajada de México en El Salvador y Cónsul de Comunidades Mexicanas en el Consulado General de México en Miami (2001). En 2002 fue jefa de cancillería y encargada de negocios ad interim en la Embajada de México en Trinidad y Tobago, concurrente ante Antigua y Barbuda, Barbados, Dominica, Granada, Guyana, San Cristóbal y Nieves, Santa Lucía, San Vicente y las Granadinas y Surinam. En 2004 fue jefa de cancillería en la Embajada de México en Guatemala y en 2011 Jefa de Cancillería, específicamente encargada del área política y de las concurrencias ante Mongolia y la República Democrática Popular de Corea en la Embajada de México en la República de Corea. En 2014 fue consejera de asuntos económicos y prensa en la Embajada de México en Italia y desde 2016  es directora general de vinculación con las organizaciones de la sociedad civil de la SRE.
En este último cargo Baños Rivas ha buscado fortalecer la relación de la sociedad civil con la Secretaría de Relaciones Exteriores compartiendo información, invitaciones, convocatorias, sesiones informativas, conferencias, foros, entre otras actividades. En esta línea, la ministra Baños Rivas ha escrito varios textos en los que da a conocer el papel que la sociedad civil ha tenido en distintos temas. Entre ellos destaca la introducción escrita en 2017 del libro “Participación de las Organizaciones de la Sociedad Civil en la Agenda Multilateral de México” en el que fue compiladora junto a Natalia Saltalamacchia. En el 2018 escribió “Multilateralismo y participación ciudadana en México. Tendencias y prioridades” del libro “Tendencias de la internacionalización de la participación ciudadana en América Latina” del que también fue compiladora. 
En el 2017 encabezó varias acciones encaminadas a fortalecer las capacidades de la sociedad civil entre las que se encuentra el concurso de ensayo “Participación de la sociedad civil en la agenda multilateral de México”, el Foro “Trabajando en alianza entre organizaciones de la sociedad civil para fortalecer su internacionalización” así como la muestra de “Iniciativas y proyectos de las organizaciones de la sociedad civil vinculados a la agenda multilateral en México”. En el 2018 impulsó la creación de la serie audiovisual “Participación de la sociedad civil en la agenda multilateral de México”, que busca dar a conocer el trabajo en conjunto entre las Organizaciones de la Sociedad Civil y la Secretaría de Relaciones Exteriores en la política exterior, entre otras actividades.

## Publicaciones destacadas
Luz Elena Baños ha publicado diversos artículos, ensayos, introducciones de libros y crónicas en diversos medios. En 1996 publicó el artículo “El choque de las civilizaciones” en el número 48 de la revista Tendencias. También ha compartido sus conocimientos en diferentes artículos de la Revista Mexicana de Política Exterior. En 2009 escribió un artículo en el número 85 de la Revista Mexicana de Política Exterior sobre la diplomacia pública y el papel de la cultura mexicana en el quehacer diplomático titulado “Reflexiones sobre la diplomacia pública en México. Una mirada prospectiva”. En el número 96 de la Revista Mexicana de Política Exterior publicó una crónica del libro “Places: Identity, Image and Reputation” de Simon Anholt, en la que comenta la postura del autor en temas como la marca país. Su aportación más reciente en esta revista fue en el número 111 con el artículo “Poder suave e imagen país en la era Trump. Desafíos y oportunidades para México” en el que discute la necesidad de que los mexicanos proyecten una imagen integral y equilibrada para fomentar y fortalecer la relación de México con Estados Unidos.
Ha escrito ensayos de libros como “Retos de la diplomacia cultural del siglo XXI: Apuntes para una revisión crítica” en el libro “Una nueva diplomacia cultural para México: teoría, praxis y techné” (2015). En el 2016 escribió el ensayo “Participación de la sociedad civil en la agenda internacional de México” del libro “Diplomacia Ciudadana y Desarrollo Sostenible en México” en el que también fue compiladora.